# 阿拉伯方格区

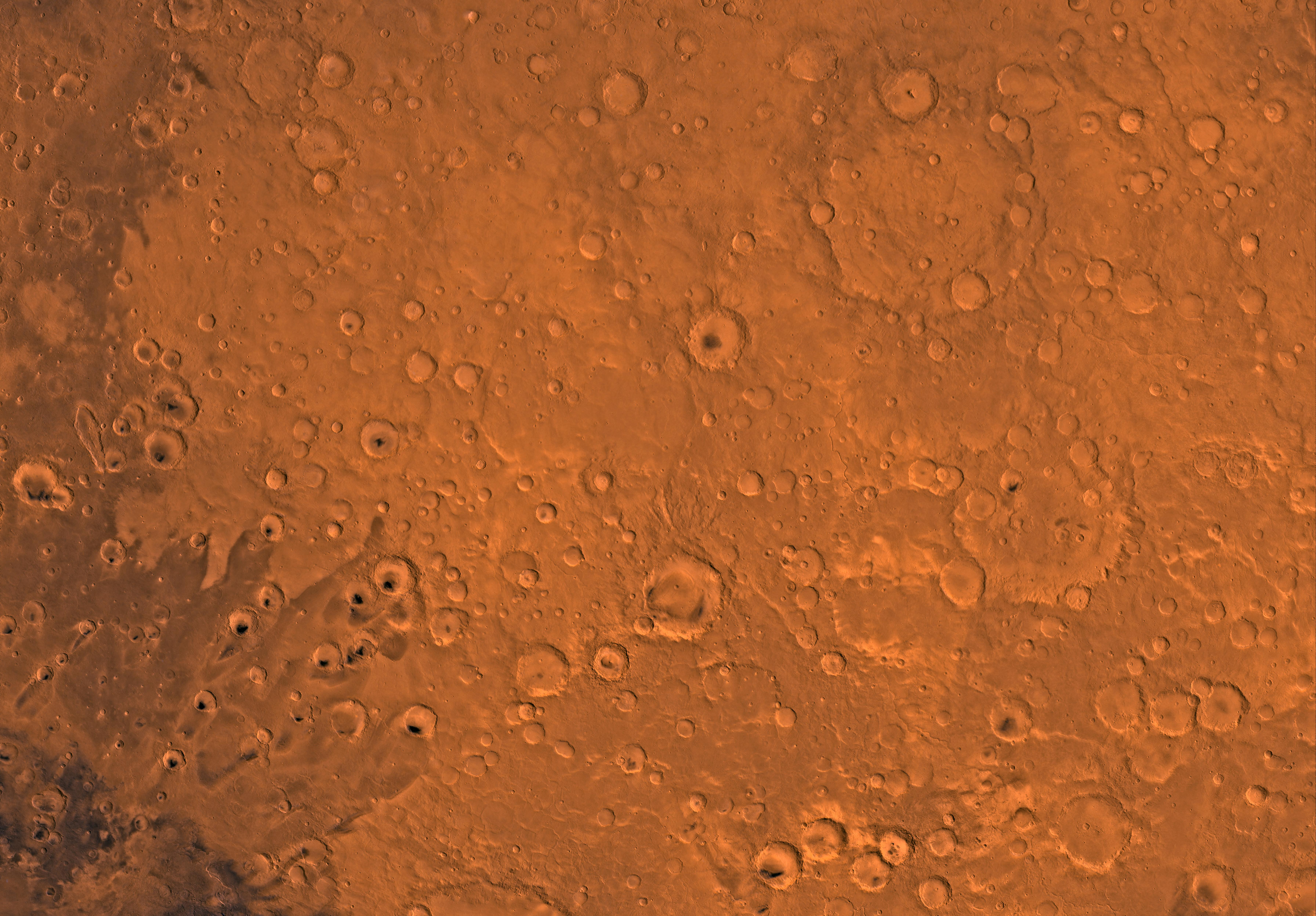
阿拉伯方格區（MC-12）的影像。這個區域是有著大量坑穴的高地；東北部分包括卡西尼坑。

阿拉伯方格區（Arabia quadrangle）是美國地質調查局太空地質学研究計划對火星表面畫分的30個火星地圖方格之一，編號為MC-12。
這個方格包含大部分火星傳統的阿拉伯高地，它也包含一部分的示巴高地和小部分的子午線高原。它位於年輕的北方平原邊界和古老的南方高地之間。方格涵蓋的區域從西經315°至360°，和北緯0°至30°。